# Апрмон (Горња Саона)
Апрмон (фр. Apremont) насеље је и општина у источној Француској у региону Франш-Конте, у департману Горња Саона која припада префектури Везул.
По подацима из 2011. године у општини је живело 448 становника, а густина насељености је износила 31,11 становника/km². Општина се простире на површини од 14,4 km². Налази се на средњој надморској висини од 196 метара (максималној 226 m, а минималној 186 m).

## Демографија
| 1962. | 1968. | 1975. | 1982. | 1990. | 1999. | 2011. |
| ----- | ----- | ----- | ----- | ----- | ----- | ----- |
| 390   | 372   | 380   | 372   | 362   | 362   | 448   |

График промене броја становника у току последњих година